# Analyta beaulaincourti
Analyta beaulaincourti is een vlinder uit de familie van de grasmotten (Crambidae). De wetenschappelijke naam van deze soort is voor het eerst voorgesteld door Pierre-Claude Rougeot in een publicatie uit 1977. De spanwijdte van het mannetje bedraagt 31 millimeter.
Deze vlinder komt voor in Djibouti. De soort is op 5 mei 1975 voor het eerst ontdekt in het Day Forest Nationaal Park (Le Parc National de la forêt du Day) op een hoogte van 1500 meter boven zeeniveau.